# 論点のすり替え
論点のすり替え（ろんてんのすりかえ、ラテン語: ignoratio elenchi）は、非形式的誤謬の一種であり、それ自体は妥当な論証だが、本来の問題への答えにはなっていない論証を指す。"ignoratio elenchi" とは ignorance of refutation（反駁とは何であるかを知らないこと）の意。"elenchi" はギリシア語の έλεγχος に由来し、反駁の主張・論証を意味する。論点相違の虚偽（ろんてんそういのきょぎ）、論点無視の虚偽（ろんてんむしのきょぎ）ともいう（広辞苑）。
アリストテレスは、論点のすり替えは相手の主張に反駁する際に犯してしまう間違いであると考えていたため、その当人が反駁とはどういうものかについて無知なのだと述べた。アリストテレスにとって、論点のすり替えは論理を知らないことに等しい。実際、アリストテレスはすべての論理的誤謬は論点のすり替えに還元されるとまで言っている。

## 燻製ニシンの虚偽
論点のすり替えに似たものとして燻製ニシンの虚偽 (Red herring) がある。これは意図的に論点をすり替えたり、故意に議論を発散させたりする行為を指した、批判的な用語である。この奇妙な用語については、猟犬の訓練に燻製ニシンを使い、猟犬が燻製ニシンの臭いに惑わされないようにしたことに由来すると説明されるが、語源学者のマイケル・キニオンによれば1800年代の週刊新聞ジャーナリストのウィリアム・コベットがこの比喩をもちいたことに由来するものらしいほか、実際の猟犬の訓練ではそのようなトレーニングが行われるようなことはないようである。

## お前だって論法
お前だって論法 (Tu quoque) も、意図的な議論の発散を狙ったものと言える。これは、相手の主張やアドバイスについて、発言者自身もそれができていないことを指摘するものであるほか、人身攻撃と共に使われて発言者を貶めるような文言が含まれることが多い。